# Kemenes Illés Ede
Kemenes Illés (Babócsa, 1885. november 16. – Sopron, 1943. január 3.) bencés szerzetes, középiskolai és főiskolai tanár, tankönyvíró.

## Életpálya
1902-ben Pannonhalmán lépett be a bencés rendbe, ahol az Illés nevet kapta, vezetéknevét 1908-ban magyarosította. 1909-ben ünnepélyes örökfogadalmat tett és pappá szentelték. Az 1909/10-es tanévben Komáromban tanított, majd 1910-től a pannonhalmi főiskola ókori filológia tanára lett. 1920 és 1924 között a Pannonhalmi Szent Imre Gimnázium igazgatója. 
1924-től házfőnök és gimnáziumi igazgató Budapesten, majd 1931-től két tanéven át Esztergomban. 1933/34-ben az Országos Közoktatási Tanács alelnöke, 1934-től haláláig Budapest vidéki tankerületi főigazgatója. 1939 után a katolikus egyetemisták egyesületének, a  Emericananak lett a kommendátora, 1942-ben pedig a Szent István Akadémia I. osztályának tagjává választották.